# Osdag
Osdag, mort le 8 novembre 989, fut évêque de Hildesheim de 985 à sa mort.

## Biographie
Osdag était issu d'une famille de la noblesse saxonne apparantée aux descendants de Widukind et à la dynastie des Ottoniens. C'est sous son sacerdoce qu'éclata la querelle de Gandersheim, dont l'enjeu était le rattachement du domaine de l'abbaye de Gandersheim au diocèse de Hildesheim ou à l'archidiocèse de Mayence, chaque évêque revendiquant son bon droit. Cette controverse trouve son origine dans le refus de la princesse Sophie, la sœur du roi Otton III qui était éduquée dans le monastère, de ne recevoir l'habit de moniale que des mains du seul évêque de Hildesheim. La jeune femme demanda en effet à l'archevêque Willigis de Mayence de se prêter à cette cérémonie. Afin de défendre se prérogatives d'évêque, Osdag fit dresser sa chaire épiscopale auprès de l'autel en présence de l'impératrice Théophane et de son fils Otton III. Selon les chroniques du moine Thangmar, la menace d'escalade ne fut évitée que par un compromis : Osdag et Willigis donneraient tous deux l'habit à Sophie, tandis que le seul Osdag donnerait l'habit aux autres moniales.
Il devient un enseignant de l'évêque Bernward à l'école cathédrale de Hldesheim. L'influence politique d'Osdag dans le Saint-Empire fut par contre mineure.

## Source
- Gerd Althoff, Otto III., Darmstadt, Gestalten des Mittelalters und der Renaissance, 1997, 243 p. (ISBN 3-89678-021-2), p. 57 sqq.
- Lebensbeschreibungen einiger Bischöfe des 10.–12. Jahrhunderts  (trad. Hatto Kallfelz), vol. 22 : Leben des heiligen Bernward, Bischof von Hildesheim, verfasst von Thangmar, Darmstadt, Ausgewählte Quellen zur deutschen Geschichte des Mittelalters, 1973, p. 263-361.

- (de) Cet article est partiellement ou en totalité issu de l’article de Wikipédia en allemand intitulé « Osdag » (voir la liste des auteurs).

## Liens
- Notice dans un dictionnaire ou une encyclopédie généraliste :   - Deutsche Biographie
- Notices d'autorité :   - VIAF
  - GND